# Fiabe italiane
Fiabe italiane (titolo completo Fiabe italiane raccolte dalla tradizione popolare durante gli ultimi cento anni e trascritte in lingua dai vari dialetti da Italo Calvino) è una raccolta di duecento fiabe, pubblicata nel 1956 da Italo Calvino. Egli iniziò l'imponente progetto di sistemazione nel 1954, influenzato dal libro Morfologia della fiaba di Vladimir Propp. La sua intenzione dichiarata fu quella di collezionare una rappresentativa scelta delle varie tradizioni orali, provenienti da luoghi e da ogni regione d'Italia (unica esclusa è la Valle d'Aosta), riunendole in un volume, da lui stesso trasposte in un italiano standard dai vari dialetti italiani. 
L'innovativa operazione editoriale di Calvino presenta al pubblico di lettori una comprensiva raccolta di fiabe popolari italiane. Scegliendo di non compilare racconti ascoltati, fece invece ampio uso del ricco repertorio esistente dei folcloristi, emulando Giovanni Francesco Straparola, che nel Cinquecento pubblicò Le piacevoli notti, la celeberrima raccolta di novelle fiabesche, attinte anch'esse dal folklore popolare.
Calvino annotò la fonte di ogni singolo racconto, ma avvertì che quella era semplicemente la versione da lui utilizzata.
Incluse ampie note per render conto delle sue modifiche, con lo scopo di rendere i racconti più leggibili, spiegando la logica delle sue selezioni, delle rinominazioni e varianti rispetto alla tradizione. 

## Elenco delle fiabe
1. Giovannin senza paura
2. L'uomo verde d'alghe (Riviera ligure di ponente)
3. Il bastimento a tre piani (Riviera ligure di ponente)
4. L'uomo che usciva solo di notte (Riviera ligure di ponente)
5. E sette! (Riviera ligure di ponente)
6. Corpo-senza-l'anima (Riviera ligure di ponente)
7. Il danaro fa tutto (Genova)
8. Il pastore che non cresceva mai (Entroterra genovese)
9. Il naso d'argento (Langhe)
10. La barba del Conte (Bra)
11. La bambina venduta con le pere (Monferrato)
12. La biscia (Monferrato)
13. I tre castelli... (Monferrato)
14. Il principe che sposò una rana (Monferrato)
15. Il pappagallo (Monferrato)
16. I dodici buoi (Monferrato)
17. Cric e Croc (Monferrato)
18. Il Principe canarino (Torino)
19. Re Crin (Colline del Po)
20. I biellesi, gente dura (Biellese)
21. Il vaso di maggiorana (Milano)
22. Il giocatore di biliardo (Milano)
23. Il linguaggio degli animali (Mantova)
24. Le tre casette (Mantova)
25. Il contadino astrologo (Mantova)
26. Il lupo e le tre ragazze (Lago di Garda)
27. Il paese dove non si muore mai (Verona)
28. Il devoto di San Giuseppe (Verona)
29. Le tre vecchie (Venezia)
30. Il principe granchio (Venezia)
31. Muta per sette anni (Venezia)
32. Il palazzo dell'Orno morto (Venezia)
33. Pomo e Scorzo (Venezia)
34. Il dimezzato (Venezia)
35. Il nonno che non si vede (Venezia)
36. Il figlio del Re di Danimarca (Venezia)
37. Il bambino nel sacco (Friuli)
38. Quaquà! Attaccati là! (Friuli)
39. La camicia dell'uomo contento (Friuli)
40. Una notte in Paradiso (Friuli)
41. Gesù e San Pietro in Friuli
42. L'anello magico (Trentino)
43. Il braccio di morto (Trentino)
44. La scienza della fiacca (Trieste)
45. Bella Fronte (Istria)
46. La corona rubata (Dalmazia)
47. La figlia del Re che non era mai stufa di fichi (Romagna)
48. I tre cani (Romagna)
49. Zio Lupo (Romagna)
50. Giricoccola (Bologna)
51. Il gobbo Tabagnino (Bologna)
52. Il Re degli animali (Bologna)
53. Le brache del Diavolo (Bologna)
54. Bene come il sale (Bologna)
55. La Regina delle Tre Montagne d'Oro (Bologna)
56. La scommessa a chi primo s'arrabbia (Bologna)
57. L'Orco con le penne (Garfagnana Estense)
58. Il Drago dalle sette teste (Montale Pistoiese)
59. Bellinda e il Mostro (Montale Pistoiese)
60. Il pecoraio a Corte (Montale Pistoiese)
61. La Regina Marmotta (Montale Pistoiese)
62. Il figlio del mercante di Milano (Montale Pistoiese)
63. Il palazzo delle scimmie (Montale Pistoiese)
64. La Rosina nel forno (Montale Pistoiese)
65. L'uva salamanna (Montale Pistoiese)
66. Il palazzo incantato (Montale Pistoiese)
67. Testa di Bufala (Montale Pistoiese)
68. Il figliolo del Re di Portogallo (Montale Pistoiese)
69. Fanta-Ghirò, persona bella (Montale Pistoiese)
70. Pelle di vecchia (Montale Pistoiese)
71. Oliva (Montale Pistoiese)
72. La contadina furba (Montale Pistoiese)
73. Il viaggiatore torinese (Montale Pistoiese)
74. La figlia del Sole (Pisa)
75. Il Drago e la cavallina fatata (Pisa)
76. Il Fiorentino (Pisa)
77. I Reali sfortunati (Pisa)
78. Il gobbino che picchia (Pisa)
79. Fioravante e la bella Isolina (Pisa)
80. Lo sciocco senza paura (Livorno)
81. La lattaia regina (Livorno)
82. La storia di Campriano (Lucchesìa)
83. Il regalo del vento tramontano (Mugello)
84. La testa della Maga (Valdarno Superiore)
85. La ragazza mela (Firenze)
86. Prezzemolina (Firenze)
87. L'Uccel bei-verde (Firenze)
88. Il Re nel paniere (Firenze)
89. L'assassino senza mano (Firenze)
90. I due gobbi (Firenze)
91. Cecino e il bue (Firenze)
92. Il Re dei Pavoni (Siena)
93. Il palazzo della Regina dannata (Siena)
94. Le ochine (Siena)
95. L'acqua nel cestello (Marche)
96. Quattordici (Marche)
97. Giuanni Benforte che a cinquecento diede la morte (Marche)
98. Gallo cristallo (Marche)
99. La barca che va per mare e per terra (Roma)
100. Il soldato napoletano (Roma)
101. Belimele e Beisele (Roma)
102. Il Re superbo (Roma)
103. Maria di Legno (Roma)
104. La pelle di pidocchio (Roma)
105. Cicco Petrillo (Roma)
106. Nerone e Berta (Roma)
107. L'amore delle tre melagrane (Bianca-come-il-latte-rossa-come-il-sangue) (Abruzzo)
108. Giuseppe Ciufolo che se non zappava suonava lo zufolo (Abruzzo)
109. La Bella Venezia (Abruzzo)
110. Il tignoso (Abruzzo)
111. Il Re selvatico (Abruzzo)
112. Mandorlinfiore (Abruzzo)
113. Le tre Regine cieche (Abruzzo)
114. Gobba, zoppa e collotorto (Abruzzo)
115. Occhio-in-fronte (Abruzzo)
116. La finta nonna (Abruzzo)
117. L'arte di Franceschiello (Abruzzo)
118. Pesce lucente (Abruzzo)
119. La Borea e il Favonio (Molise)
120. Il sorcio di palazzo e il sorcio d'orto (Molise)
121. Le ossa del moro (Benevento)
122. La gallina lavandaia (Irpinia)
123. Cricche, Crocche e Manico d'Uncino (Irpinia)
124. La prima spada e l'ultima scopa (Napoli)
125. Comare Volpe e Compare Lupo (Napoli)
126. I cinque scapestrati (Terra d'Otranto)
127. Ari-ari, ciuco mio, butta danari! (Terra d'Otranto)
128. La scuola della Salamanca (Terra d'Otranto)
129. La fiaba dei gatti (Terra d'Otranto)
130. Pulcino (Terra d'Otranto)
131. La madre schiava (Terra d'Otranto)
132. La sposa sirena (Taranto)
133. Le Principesse maritate al primo che passa (Basilicata)
134. Liombruno (Basilicata)
135. Cannelora (Basilicata)
136. Filo d'Oro e Filomena (Basilicata)
137. I tredici briganti (Basilicata)
138. I tre orfani (Calabria)
139. La bella addormentata ed i suoi figli (Calabria)
140. Il Reuccio fatto a mano (Calabria)
141. La tacchina (Calabria)
142. Le tre raccoglitrici di cicoria (Calabria)
143. La Bella dei Sett'abiti (Calabria)
144. Il Re serpente (Calabria)
145. La vedova e il brigante (Greci di Calabria)
146. Il granchio dalle uova d'oro (Greci di Calabria)
147. Cola Pesce (Messina)
148. Gràttula-Beddàttula (Palermo)
149. Sfortuna (Palermo)
150. La serpe Pippina (Palermo)
151. Caterina la Sapiente (Palermo)
152. Il mercante ismaelita (Palermo)
153. La colomba ladra (Palermo)
154. Padron di ceci e fave (Palermo)
155. Il Balalicchi con la rogna (Palermo)
156. La sposa che viveva di vento (Palermo)
157. Erbabianca (Palermo)
158. Il Re di Spagna e il Milord inglese (Palermo)
159. Lo stivale ingioiellato (Palermo)
160. Il Bracciere di mano manca (Palermo)
161. Rosmarina (Palermo)
162. Diavolozoppo (Palermo)
163. I tre racconti dei tre figli dei tre mercanti (Palermo)
164. La ragazza colomba (Palermo)
165. Gesù e San Pietro in Sicilia (Palermo)
166. L'orologio del Barbiere (Entroterra palermitano)
167. La sorella del Conte (Entroterra palermitano)
168. Mastro Francesco Siedi-e-mangia (Entroterra palermitano)
169. Le nozze d'una Regina e d'un brigante (Madonie)
170. Le sette teste d'agnello (Ficarazzi)
171. I due negozianti di mare (Provincia di Palermo)
172. Sperso per il mondo (Salaparuta)
173. Un bastimento carico di... (Salaparuta)
174. Il figlio del Re nel pollaio (Salaparuta)
175. La Reginetta smorfiosa (Provincia di Trapani)
176. Il Gran Narbone (Provincia di Agrigento)
177. Il linguaggio degli animali e la moglie curiosa (Provincia d'Agrigento)
178. Il vitellino con le corna d'oro (Provincia d'Agrigento)
179. Il Capitano e il Generale (Provincia d'Agrigento)
180. La penna di hu (Provincia di Caltanissetta)
181. La vecchia dell'orto (Provincia di Caltanissetta)
182. Il sorcetto con la coda che puzza (Caltanissetta)
183. Le due cugine (Provincia di Ragusa)
184. I due compari mulattieri (Provincia di Ragusa)
185. La volpe Giovannuzza (Catania)
186. Il bambino che diede da mangiare al Crocifisso (Catania)
187. Massaro Verità (Catania)
188. Il Re vanesio (Acireale)
189. La Reginetta cornuta (Acireale)
190. Giufà (Sicilia)
191. Fra Ignazio (Campidano)
192. I consigli di Salomone (Campidano)
193. L'uomo che rubò ai banditi (Campidano)
194. L'erba dei leoni (Nurra)
195. Il convento di monache e il convento di frati (Nurra)
196. La potenza della felce maschio (Gallura)
197. Sant'Antonio dà il fuoco agli uomini (Logudoro)
198. Marzo e il pastore (Corsica)
199. Giovan Balenio (Corsica)
200. Salta nel mio sacco! (Corsica)

## Versioni italiane di racconti celebri
Alcune fiabe non sono altro che versioni regionali di opere ormai divenute dei classici della letteratura per l'infanzia: La Bella e la Bestia (Bellinda e il Mostro), I tre porcellini (Le tre casette, Le ochine), Barbablù (Il naso d'argento, Le tre raccoglitrici di cicorie), Cappuccetto Rosso (La finta nonna, Zio Lupo), Cenerentola (Grattula Beddattula), Biancaneve (La Bella Venezia), La bella addormentata (La bella addormentata e i suoi figli), Pollicino (Cecino).
Altre fiabe sono la rivisitazione di miti, come quello di Danae, di Perseo (con la Medusa e le Graie), di Ulisse e Polifemo.

## I motivi ricorrenti
Alcuni motivi ricorrono in queste fiabe, alcuni più sporadicamente, altri più frequentemente. Ad esempio:
- sorella che salva i fratelli mutati in bestie;
- oggetti magici che fanno realizzare i desideri;
- perdita delle ricchezze magicamente guadagnate;
- vergogna del padre di avere solo figlie femmine;
- nozze combinate con esseri immondi o bestie;
- doni fatati nascosti in noci, nocciole e mandorle.

I più ricorrenti sono:
- punizione finale del traditore, svelato l'intrigo, con un rogo, subito indossando una camicia di pece;
- lieto fine con matrimoni, spesso con figli di re, attesi o inaspettati.

Altri motivi che ricorrono sono: il giovane calato nel pozzo per liberare la principessa, e abbandonato; il pappagallo che raccontando storie salva la castità d'una fanciulla; il cibo insapore dato al padre che aveva criticato dei commenti sul sale della figlia; l'eroe che si aiuta con solo la forza delle sue braccia; il figlio dell'orco o un cavallo (o cavallina) che aiuta a superare delle prove; l'alloppiatura della bevanda come narcotico, escamotage per impedire a un personaggio osteggiato che impedisca gli intrighi o le fughe di chi lo mette in difficoltà.

## Edizioni
- Fiabe italiane, collana I millenni, n. 33, Torino, Einaudi, novembre 1956, SBN CSA0054611.
- Fiabe italiane, collana Oscar Narrativa, con illustrazioni tratte dalle incisioni di Giuseppe Maria Mitelli, 2 voll. (in cofanetto), nn. 173-174, Milano, Mondadori, novembre 1968, SBN SBL0085447.  collana Oscar, nn. 1083-1084, Mondadori, 1980 [ed. parziale, scelta da Calvino].
- Fiabe italiane, collana I libri di Italo Calvino, 3 voll., Milano, Mondadori, 1991, ISBN 9788-80-435-123-8.  collana Oscar: opere di Italo Calvino, con uno scritto di Cesare Segre, 3 voll., n. 23, Mondadori, maggio 1993, ISBN 88-04-37113-7.   collana Classici Illustrati, illustrazioni di Emanuele Luzzati, Mondadori, 2019, ISBN 978-88-047-2119-2.   collana Oscar Moderni Baobab, Mondadori, 2023, ISBN 978-88-047-7734-2.
- Fiabe italiane (PDF), collana Gli Struzzi, 2 voll., n. 24, Torino, Einaudi, 1971-1997, ISBN 88-06-32383-0.
- Fiabe italiane, Milano, Club degli Editori, 1986-2005.  Trezzano sul Naviglio, Euroclub, 1993.
- Fiabe italiane, collana I Meridiani, prefazione di Mario Lavagetto, Milano, Mondadori, 1993, ISBN 88-04-34453-9, SBN VIA0039288. Ospitato su Internet Archive.  collana Meridiani Collezione, n. 31, Mondadori, 2006, ISBN 978-88-045-5823-1.